# Unterseeboot 373
Le Unterseeboot 373 (ou U-373) est un sous-marin allemand (U-Boot) de type VII.C utilisé par la Kriegsmarine (marine de guerre allemande) pendant la Seconde Guerre mondiale.

## Construction
L'U-373 est un sous-marin océanique de type VII C. Construit dans les chantiers de Howaldtswerke AG à Kiel, la quille du U-373 est posée le 8 décembre 1939 et il est lancé le 5 avril 1941. L'U-373 entre en service un mois et demi plus tard.

## Historique
Mis en service le 22 mai 1941, l'Unterseeboot 373 reçoit sa formation de base sous les ordres de l'Oberleutnant zur See Paul-Karl Loeser à Kiel en Allemagne au sein de la 3. Unterseebootsflottille jusqu'au 1er septembre 1941, puis l'U-373 intègre sa formation de combat toujours dans la 3. Unterseebootsflottille, mais à la base sous-marine de La Rochelle (lieu-dit: La Pallice) en France.
L'U-373 a réalisé 13 patrouilles de guerre pendant sa vie opérationnelle dans lesquelles il a coulé trois navires marchands ennemis pour un total de 10 263 tonneaux au cours de ses 443 jours en mer.
En vue de la préparation à sa première patrouille, l'U-373 quitte le port de Kiel le 19 juillet 1941 pour se rendre à Horten en Norvège deux jours plus tard, le 20 juillet 1941. Puis le 30 juillet 1941, l'U-373 reprend la mer pour rejoindre Trondheim le 1er août 1941.
Pour sa première patrouille, il quitte le port de Trondheim le 4 septembre 1941 et rejoint après 29 jours en mer la base sous-marine de Brest en France.
Au cours de sa sixième patrouille, commencée le 6 août 1942 au départ de la base sous-marine de La Pallice, le 25 août 1942 à 2 h 5, la corvette norvégienne HNoMS Acanthus obtient un contact radar en avant du convoi ONS-122 et peu de temps après, aperçoit l'U-373 qui a plongé après deux coups de canons de 4 pouces. La corvette a alors largué cinq charges de profondeur, mais a dû rentrer vers le convoi peu de temps après pour sa protection rapprochée. L'U-373 n'a pas été endommagé dans cette attaque.
Lors de sa septième patrouille (du 22 novembre 1942 au 3 janvier 1943), le 1er décembre 1942, le commandant de l'U-373, l'Oberleutnant zur See Paul-Karl Loeser est promu au grade de Kapitänleutnant.
Lors de sa huitième patrouille, en mer depuis le 25 février 1943, dans l'Atlantique Nord à l'ouest de la France, un bombardier Consolidated B-24 Liberator américain (USAAF A/S-Squadron 1/E) a largué cinq bombes sur l'U-373. L'U-Boot a subi des dégâts modérés, mais a pu continuer sa patrouille après réparation.
Au cours de sa neuvième patrouille, commencée le 7 juillet 1943, le 24 juillet 1943 à l'ouest de l'Île de Madère, l'U-373 est attaqué par des bombardiers-torpilleurs Grumman TBF Avenger et des chasseurs Grumman F4F Wildcat du porte-avions d'escorte USS Santee. L'U-Boot est endommagé par une torpille à tête chercheuse Fido, tuant deux personnes et en blessant sept autres, mais il est toujours en mesure de continuer la patrouille.
Le 25 septembre 1943, le Kapitänleutnant Paul-Karl Loeser cède le commandement de l'U-373 à l'Oberleutnant zur See Baron Detlef von Lehsten.

Deux jours plus tard, l'U-373 appareille pour sa dixième patrouille.
À la fin de sa onzième patrouille (du 26 décembre 1943 au 28 décembre 1943), l'U-373 effectue un transfert de La Pallice vers la base sous-marine de Brest à partir du 1er janvier 1944.

Le 3 janvier 1944, à l'ouest de Cadix, un bombardier Vickers Wellington britannique (Squadron 612) attaque l'U-373 en lui lâchant des charges de profondeur. Un Consolidated B-24 Liberator britannique (Squadron 224) est arrivé sur zone pour prêter assistance au premier bombardier, lâchant à son tour huit autres charges de profondeur. L'U-373 est alors lourdement endommagé et doit retourner à une base. En arrivant à Brest le 5 janvier 1944, deux grenades non explosées ont été trouvées sur le kiosque et l'U-Boot a dû quitter le port pour les larguer en mer, une opération très dangereuse qui a été réalisée avec succès.
Sa treizième patrouille commence le 7 juin 1944 en partant de Brest. Après deux jours en mer, l'U-373 est coulé le 8 juin 1944 à 2 h 32 dans la mer Celtique (Iroise) à 20 milles au Sud Ouest d'Ouessant, à la position géographique de 48° 10′ N, 5° 31′ O par des charges de profondeur larguées par un Consolidated B-24 Liberator britannique G. George (commandé par le lieutenant K.O MOORE du Royal Canadian Air Force -Scadron 224/G). Quatre des 51 membres d'équipage décèdent dans cette attaque, (Chef mecanicien LORBEER, Officier mecanicien enseigne de vaisseau KORGER restant dans le sous marin il s'écrie : "Tout pour la grande Allemagne ! Vive le Führer !", Lieutenant Nielsen touché par une salve du Liberator, quartier maître mécanicien OEHRING).
Les survivants restent près de quatre heures dans une eau à 17 °C et sont sauvés par le Dundee de pêche Joannes Baptista DZ2980 (patron Joseph Hascoët) le 8 juin à 6 h 15. Avant cela, le Joannes Baptista sorti en pêche au maquereaux de Douarnenez avec les autorisations requises le 5 juin 1944, et pêchant sur zone, avait été mitraillé par les armes de bord du U-373 quelques heures avant, à 2 h 15. Le patron du Joannes Baptista, questionné par les autorités allemandes, a justifié le sauvetage en disant "C'est parce que nous sommes chrétiens, Bretons et marins".
Quelque vingt minutes plus tard, ce même avion coule l'U-441.

## Affectations successives
- 3. Unterseebootsflottille à Kiel du 22 mai au 1er septembre 1941 (entrainement)
- 3. Unterseebootsflottille à La Pallice du 1er septembre 1941 au 8 juin 1944 (service actif)

## Commandement
- Oberleutnant zur See, puis Kapitänleutnant Paul-Karl Loeser  du 22 mai 1941 au 25 septembre 1943
- Oberleutnant zur See Detlef von Lehsten du 26 septembre 1943 au 8 juin 1944

## Patrouilles
|       | Commandant               | Départ            | Départ     | Arrivée           | Arrivée    | Jours     | Succès   |
| ----- | ------------------------ | ----------------- | ---------- | ----------------- | ---------- | --------- | -------- |
|       | Oblt. Paul-Karl Loeser   | 19 juillet 1941   | Kiel       | 20 juillet 1941   | Horten     | 2 jours   |          |
|       | Oblt. Paul-Karl Loeser   | 30 juillet 1941   | Horten     | 1er août 1941     | Trondheim  | 3 jours   |          |
| 1     | Oblt. Paul-Karl Loeser   | 4 septembre 1941  | Trondheim  | 2 octobre 1941    | Brest      | 29 jours  |          |
| 2     | Oblt. Paul-Karl Loeser   | 31 octobre 1941   | Brest      | 21 novembre 1941  | Lorient    | 22 jours  |          |
| 3     | Oblt. Paul-Karl Loeser   | 25 décembre 1941  | Lorient    | 15 janvier 1942   | La Pallice | 22 jours  |          |
| 4     | Oblt. Paul-Karl Loeser   | 25 février 1942   | La Pallice | 2 février 1942    | La Pallice | 15 jours  |          |
| →     | Oblt. Paul-Karl Loeser   | 1er mars 1942     | La Pallice | 17 avril 1942     | La Pallice | 48 jours  | 9 867    |
| 5     | Oblt. Paul-Karl Loeser   | 18 mai 1942       | La Pallice | 8 juillet 1942    | La Pallice | 52 jours  | 396      |
| 6     | Oblt. Paul-Karl Loeser   | 6 août 1942       | La Pallice | 4 octobre 1942    | La Pallice | 60 jours  |          |
| 7     | Oblt. Paul-Karl Loeser   | 22 novembre 1942  | La Pallice | 3 janvier 1943    | La Pallice | 43 jours  |          |
| 8     | Kptlt. Paul-Karl Loeser  | 25 février 1943   | La Pallice | 13 avril 1943     | La Pallice | 48 jours  |          |
| 9     | Kptlt. Paul-Karl Loeser  | 7 juillet 1943    | La Pallice | 16 août 1943      | La Pallice | 41 jours  |          |
| 10    | Oblt. Detlef von Lehsten | 27 septembre 1943 | La Pallice | 29 septembre 1943 | La Pallice | 3 jours   |          |
| →     | Oblt. Detlef von Lehsten | 2 octobre 1943    | La Pallice | 4 octobre 1943    | La Pallice | 3 jours   |          |
| →     | Oblt. Detlef von Lehsten | 6 octobre 1943    | La Pallice | 26 novembre 1943  | La Pallice | 52 jours  |          |
| 11    | Oblt. Detlef von Lehsten | 26 décembre 1943  | La Pallice | 28 décembre 1943  | La Pallice | 3 jours   |          |
| →     | Oblt. Detlef von Lehsten | 1er janvier 1944  | La Pallice | 5 janvier 1944    | Brest      | 5 jours   |          |
| 12    | Oblt. Detlef von Lehsten | 16 mars 1944      | Brest      | 18 mars 1944      | Brest      | 3 jours   |          |
| 13    | Oblt. Detlef von Lehsten | 7 juin 1944       | Brest      | 8 juin 1944       | Coulé      | 2 jours   |          |
| Total | Total                    | Total             | Total      | Total             | Total      | 443 jours | 10 263 t |

Note : Oblt. = Oberleutnant zur See - Kptlt. = Kapitänleutnant 

### Opérations Wolfpack
L'U-373 a opéré avec les Wolfpacks (meute de loups) durant sa carrière opérationnelle:
1. Markgraf (8 septembre 1941 - 15 septembre 1941)
2. Brandenburg (15 septembre 1941 - 24 septembre 1941)
3. Störtebecker (5 novembre 1941 - 16 novembre 1941)
4. Seydlitz (27 décembre 1941 - 2 janvier 1942)
5. Lohs (11 août 1942 - 21 septembre 1942)
6. Draufgänger (29 novembre 1942 - 2 décembre 1942)
7. Büffel (9 décembre 1942 - 15 décembre 1942)
8. Ungestüm (15 décembre 1942 - 26 décembre 1942)
9. Neuland (4 mars 1943 - 13 mars 1943)
10. Dränger (14 mars 1943 - 20 mars 1943)
11. Seewolf (21 mars 1943 - 28 mars 1943)
12. Siegfried (22 octobre 1943 - 27 octobre 1943)
13. Siegfried 3 (27 octobre 1943 - 30 octobre 1943)
14. Jahn (30 octobre 1943 - 2 novembre 1943)
15. Tirpitz 5 (2 novembre 1943 - 8 novembre 1943)
16. Eisenhart 8 (9 novembre 1943 - 10 novembre 1943)

## Navires coulés
L'Unterseeboot 373 a coulé trois navires marchands ennemis pour un total de 10 263 tonneaux au cours des 13 patrouilles (438 jours en mer) qu'il effectua.
| Date         | Nom              | Nationalité | Tonnage (GRT) | Convoi | Fait         |
| ------------ | ---------------- | ----------- | ------------- | ------ | ------------ |
| 17 mars 1942 | Mount Lycabettus | Grèce       | 4 292         |        | Coulé        |
| 22 mars 1942 | Thursobank       | Royaume-Uni | 5 575         |        | Coulé        |
| 24 juin 1942 | John R. Williams | États-Unis  | 396           |        | Coulé (mine) |

### Source et bibliographie
- (en) Cet article est partiellement ou en totalité issu de l’article de Wikipédia en anglais intitulé « German submarine U-373 » (voir la liste des auteurs).
- Chris Bishop, historien militaire (trad. de l'anglais par Christian Muguet), Les sous-marins de la Kriegsmarine : 1939-1945 : le guide d'identification des sous-marins [« The spellmount submarine identification guide : Kriegsmarine U-boats 1939-1945 »], Paris, E?d. de Lodi, 2008, 192 p. (ISBN 978-2-84690-327-1, OCLC 470721805, BNF 41298980)